# Helena Perpenti
Helena Perpenti, rozená Maria Candida Medina Coeli (1764, Chiavenna, Itálie – 1846, Pianello del Lario, Itálie) byla italská vědkyně.

## Život
Maria Medina Coeli, pokřtěná jako Maria Candida Annunziata Elisabetta, byla nejmladší dcerou doktora Sebastiana Medina Coeliho a Isabelly Battistessy, členky významné chiavennské rodiny.
Již od útlého věku se zajímala o medicínu a její otec tento zájem podporoval. V roce 1788 se provdala za notáře Bernardina Lena Perpentiho a za dvacet let manželství měla patnáct dětí. Věnovala se studiu neštovic a vývoji vakcín. Svoji vakcínu proti neštovicím testovala na sobě i své rodině.
Mimo medicínu se zajímala i o přírodní vědy, i když se kvůli péči o děti nemohla tolik věnovat dalším studiím. Slávu jí přinesla metoda zpracovávání azbestu pro produkci ohnivzdorných látek, papírů i inkoustů.